# Ryan Roberts
Ryan Alan Roberts (Spitzname: „TatMan“) (* 19. September 1980 in Fort Worth, Texas) ist ein ehemaliger US-amerikanischer Baseballspieler in der Major League Baseball (MLB). Roberts spielte auf der Position des Second Basemans, des Third Basemans und des Leftfielders.

## Vereine
Roberts spielte seit 2006 in folgenden Baseball-Clubs (Saisons):
- von 2006 bis 2007 bei den Toronto Blue Jays (Trikot-Nummer 4 & 20)
- 2008 bei den Texas Rangers (Nummer 29)
- von 2009 bis 2012 bei den Arizona Diamondbacks (Nummer 14)
- von 2012 bis 2013 bei den Tampa Bay Rays (Nummer 19)
- seit 2014 bei den Boston Red Sox (Nummer 7)

## Gehalt
Roberts Gehalt belief sich seit 2009 auf 5.786.000 USD.